# Provincia de Tshuapa
Tshuapa es una de las veintiséis provincias de la República Democrática del Congo, creada de acuerdo con la Constitución de 2005.
Su capital es la ciudad de Boende.

## Ubicación
La provincia lleva el nombre del río Tshuapa. Está situado en el noroeste del país, en el río Congo.

## Divisiones administrativas
Los componentes territoriales son:
- Befale
- Boende
- Bokungu
- Djolu
- Ikela
- Monkoto